# Giovanni Jacopo Caraglio
Giovanni Jacopo Caraglio, född omkring 1500 och död 1565 var en italiensk kopparstickare och guldsmed.
Han var elev till Marcantonio Raimondi, och utförde ett stort antal fintoniga kopparstick efter bland annat Rafael och Tizian. Han övergick dock senare till guldsmedskonsten, och verkade från 1539 och till sin död vid polska hovet, främst som medaljgravör.